# Colotois rosea
Colotois rosea là một loài bướm đêm trong họ Geometridae.